# توماس يوهانسون (لاعب هوكي الجليد)
توماس يوهانسون (بالسويدية: Thomas Johansson)‏ هو لاعب هوكي الجليد سويدي، ولد في 18 أغسطس 1970 في ستوكهولم في السويد.

## وصلات خارجية
- توماس يوهانسون على موقع EliteProspects.com (الإنجليزية)
- توماس يوهانسون على موقع Eurohockey.com (الإنجليزية)